# Thelma Guedes
Thelma Guedes (Rio de Janeiro, 7 de junho de 1959) é uma escritora e autora de telenovelas brasileira. Vive em São Paulo há mais de trinta anos e é formada em letras e Mestre em literatura brasileira pela Universidade de São Paulo. Casada com o ator Angelo Coimbra. Ela possui dois prêmios Emmy Internacional de Melhor Telenovela: o primeiro conquistado pela autoria da telenovela Joia Rara; e o segundo, pela autoria da telenovela Órfãos da Terra.

## Biografia
Em 1997, publicou o livro de contos Cidadela Ardente (Ateliê Editorial), e em 2003 o ensaio Pagu: Literatura e Revolução (Ateliê Editorial e Nankin Editorial). Em 2007, lançou o volume de poemas Atrás do Osso (Nankin), projeto selecionado pelo Programa de Apoio à Literatura da Secretaria de Cultura do Estado de São Paulo.
Em março de 2010, lançou o livro de contos O outro escritor e alguns contos mais, pela Nankin Editorial, também com o apoio da Secretaria de Estado da Cultura de SP (ProAC).
Participou de diversas coletâneas de contos, entre elas Novelas, Espelhos e um Pouco de Choro (Ateliê Editorial, 1999); Dez Amores (Escrituras e Sesc SP, 2003); Histórias do Olhar (Escrituras, 2003); Álbum de Fotos (Sesc SP e Lazuli, 2005).
Para o teatro, escreveu a dramaturgia do musical Garota de Ipanema: o Amor é Bossa, que estreou no Rio de Janeiro, em 2016, inaugurando o Teatro Riachuelo, dirigido por Gustavo Gasparani e produzido pela Aventura Entretenimento, com os atores Thiago Fragoso, Letícia Persiles e grande elenco.
Em 2019, escreveu a peça Mulheres de Shakespeare, dirigida pelo inglês Luke Dixon e interpretada pelas atrizes Ana Guasque e Suzy Rêgo. O espetáculo teve temporadas em São Paulo e Rio de Janeiro.
No mesmo ano, escreveu a peça Van Gogh por Gauguin, interpretada pelos atores Alex Morenno e Augusto Zacchi, com direção de Roberto Lage, com temporadas em São Paulo e Rio.
Roteirista da TV Globo desde 1997, escreveu para diversos programas, entre eles o Sítio do Picapau Amarelo e A Turma do Didi. Colaborou nas telenovelas Vila Madalena, de Walther Negrão; Esperança (segunda fase); Chocolate com Pimenta e Alma Gêmea, ambas de Walcyr Carrasco
Entre 2006 e 2007 escreveu, em parceria com Duca Rachid, uma adaptação da novela O Profeta, de Ivani Ribeiro, para o horário das 18 horas, com direção geral de Mario Marcio Bandarra e direção de núcleo de Roberto Talma.
Em 2009 foi ao ar pela Rede Globo a novela Cama de Gato, a primeira de Thelma Guedes com roteiro original, novamente em parceria com Duca Rachid. Teve como diretores Ricardo Waddington (direção de núcleo) e Amora Mautner (direção geral).
Em 11 de abril de 2011, estreou a novela Cordel Encantado, a terceira novela das autoras Duca Rachid e Thelma Guedes, e contou com a direção geral de Amora Mautner e direção de núcleo de Ricardo Waddington.
Entre 2013 e 2014, escreveu com Duca Rachid a novela Joia Rara, vencedora do Prêmio Emmy Internacional de melhor telenovela, em 2014, dirigida, novamente, por Amora Mautner e Ricardo Waddington.
Em 2019, escreveu Órfãos da Terra, também em parceria com Duca Rachid, desta vez tendo como tema a questão dos refugiados no Brasil. Com direção geral de André Câmara e direção de criação de Gustavo Fernandez, a novela recebeu três prêmios internacionais, incluindo o Prêmio Emmy Internacional de melhor telenovela, em 2020.

## Obras

### Televisão

#### Novelas
| Ano  | Título                | Creditada como   | Creditada como | Creditada como | Notas      | Emissora |
| Ano  | Título                | Autora principal | Colaboradora   | Coautora       | Notas      | Emissora |
| ---- | --------------------- | ---------------- | -------------- | -------------- | ---------- | -------- |
| 1999 | Vila Madalena         |                  | Sim            |                | [ nota 1 ] | TV Globo |
| 2002 | Esperança             |                  | Sim            |                | [ nota 2 ] | TV Globo |
| 2003 | Chocolate com Pimenta |                  | Sim            |                | [ nota 3 ] | TV Globo |
| 2005 | Alma Gêmea            |                  | Sim            |                | [ nota 3 ] | TV Globo |
| 2006 | O Profeta             | Sim              |                |                | [ nota 4 ] | TV Globo |
| 2009 | Cama de Gato          | Sim              |                |                | [ nota 4 ] | TV Globo |
| 2011 | Cordel Encantado      | Sim              |                |                | [ nota 4 ] | TV Globo |
| 2013 | Joia Rara             | Sim              |                |                | [ nota 4 ] | TV Globo |
| 2019 | Órfãos da Terra       | Sim              |                |                | [ nota 4 ] | TV Globo |
| 2023 | Terra e Paixão        |                  |                | Sim            | [ nota 5 ] | TV Globo |

#### Séries
| Ano  | Título                   | Creditada como | Notas      | Emissora |
| Ano  | Título                   | Autora         | Notas      | Emissora |
| ---- | ------------------------ | -------------- | ---------- | -------- |
| 2002 | Sítio do Picapau Amarelo | Sim            | [ nota 6 ] | TV Globo |

### Teatro
| Ano  | Título                            | Função     | Direção           |
| ---- | --------------------------------- | ---------- | ----------------- |
| 2016 | Garota de Ipanema: o Amor é Bossa | Dramaturga | Gustavo Gasparani |
| 2019 | Mulheres de Shakespeare           | Dramaturga | Luke Dixon        |
| 2019 | Van Gaugh por Gauguin             | Dramaturga | Roberto Lage      |

## Curadoria cultural
Preocupada em mostrar que o roteirista é também um escritor, Thelma Guedes uniu-se em 2013 ao escritor e roteirista Newton Cannito para a curadoria da Casa do Autor Roteirista, um espaço cultural em Paraty que ficou aberto durante a FLIP e integrou a programação paralela daquela festa literária. Os curadores tinham dois objetivos: debater o ofício do roteirista durante a FLIP, que até então não tinha um espaço para esse tipo de discussão, e ressaltar a importância da literatura como base das obras produzidas para cinema e TV. Com este norte, foram organizadas mesas de debate e oficinas abertas ao público. Participaram da Casa, em suas duas edições (2013/2014), nomes como os atores José de Abreu, Lima Duarte, Domingos Montagner, Marcos Caruso, Maria de Medeiros, Mariana Ximenes, Nanda Costa, os escritores/roteiristas Paulo Lins, Nelson Motta, Silvio de Abreu, Adriana Falcão, Ricardo Linhares, Filipe Miguez e Izabel de Oliveira, o humorista/roteirista Gregorio Duvivier, a cantora Clarice Falcão, os diretores Luiz Fernando Carvalho e José Luiz Villamarim e os autores Marcelino Freire e Eromar Bomfim.
Em 2016, ainda em Paraty, Thelma Guedes e Newton Cannito montaram um novo projeto, "A Nau dos Insensatos", que teve como proposta debater a relação entre literatura e loucura. A escritora Maura Lopes Cançado foi a homenageada do evento, que contou com a presença, como debatedores, dos atores Paulo Betti, Leona Cavalli e Caco Ciocler, da pesquisadora Ivana Bentes e do filósofo Peter Pal Pélbart. Em entrevista à jornalista Mônica Bergamo, da Folha de S. Paulo, Thelma Guedes disse que os saraus sobre a loucura realizados na "Nau do Insensatos" faziam parte de um estudo para uma futura novela que a autora pretende escrever.

## Prêmios e indicações
| Ano  | Prêmio                                         | Trabalho         | Categoria                | Resultado         | Ref.   |
| ---- | ---------------------------------------------- | ---------------- | ------------------------ | ----------------- | ------ |
| 2007 | ProAC (Programa de Ação Cultural) de São Paulo | Atrás do Osso    | Obras inéditas           | Livro selecionado | [ 9 ]  |
| 2007 | 9° Prêmio Contigo! de TV                       | O Profeta        | Melhor Novela            | Indicado          | [ 10 ] |
| 2008 | ProAC (Programa de Ação Cultural) de São Paulo | O Outro Escritor | Obras inéditas           | Livro selecionado | [ 11 ] |
| 2010 | Banff World Television Festival (Canadá)       | Cama de Gato     | Melhor Novela            | Venceu            | [ 12 ] |
| 2010 | 12° Prêmio Contigo de TV                       | Cama de Gato     | Melhor Novela            | Indicado          |        |
| 2011 | Prêmio Extra de TV                             | Cordel Encantado | Melhor Novela            | Venceu            | [ 13 ] |
| 2011 | Prêmio APCA                                    | Cordel Encantado | Melhor Novela            | Venceu            | [ 14 ] |
| 2011 | Prêmio Quem                                    | Cordel Encantado | Melhor Autor             | Venceu            | [ 15 ] |
| 2012 | Troféu Imprensa                                | Cordel Encantado | Melhor Novela            | Venceu            | [ 16 ] |
| 2013 | Melhores do Ano NaTelinha                      | Joia Rara        | Melhor Novela            | Indicado          | [ 17 ] |
| 2013 | Melhores do Ano NaTelinha                      | Joia Rara        | Melhor Autor             | Indicado          | [ 17 ] |
| 2013 | Retrospectiva UOL                              | Joia Rara        | Melhor Novela            | Indicado          | [ 18 ] |
| 2014 | 12° Troféu Internet (SBT)                      | Joia Rara        | Melhor Novela            | Indicado          |        |
| 2014 | 16° Prêmio Contigo! de TV                      | Joia Rara        | Melhor Novela            | Indicado          | [ 19 ] |
| 2014 | Prêmio Extra de Televisão                      | Joia Rara        | Melhor Novela            | Indicado          | [ 20 ] |
| 2014 | Emmy Internacional                             | Joia Rara        | Melhor Novela            | Venceu            | [ 21 ] |
| 2019 | Rose d'Or (Suíça)                              | Órfãos da Terra  | Melhor Novela            | Venceu            | [ 22 ] |
| 2019 | Prêmio APCA                                    | Órfãos da Terra  | Melhor Novela            | Indicado          | [ 23 ] |
| 2020 | Seoul International Drama Awards               | Órfãos da Terra  | Grand Prize              | Venceu            | [ 24 ] |
| 2020 | 4° Prêmio ABRA de Roteiro                      | Órfãos da Terra  | Melhor Roteiro de Novela | Venceu            | [ 25 ] |
| 2020 | Emmy Internacional                             | Órfãos da Terra  | Melhor Novela            | Venceu            | [ 26 ] |